# بولشوي إستوك (سفيردلوفسك)
بولشوي إستوك (بالروسية: Большой Исток) هي مدينة في مقاطعة سفيردلوفسك أوبلاست في روسيا.